# Psilalcis macroluridata
Psilalcis macroluridata är en fjärilsart som beskrevs av Vijdalepp 1979. Psilalcis macroluridata ingår i släktet Psilalcis och familjen mätare. Inga underarter finns listade.